# Kościół Chrystusa Króla w Bronowicach
Kościół Chrystusa Króla w Bronowicach – katolicki kościół filialny znajdujący się w Bronowicach, w gminie Strzelce Krajeńskie (powiat strzelecko-drezdenecki, województwo lubuskie). Należy do parafii Matki Bożej Częstochowskiej w Wielisławicach.

## Historia

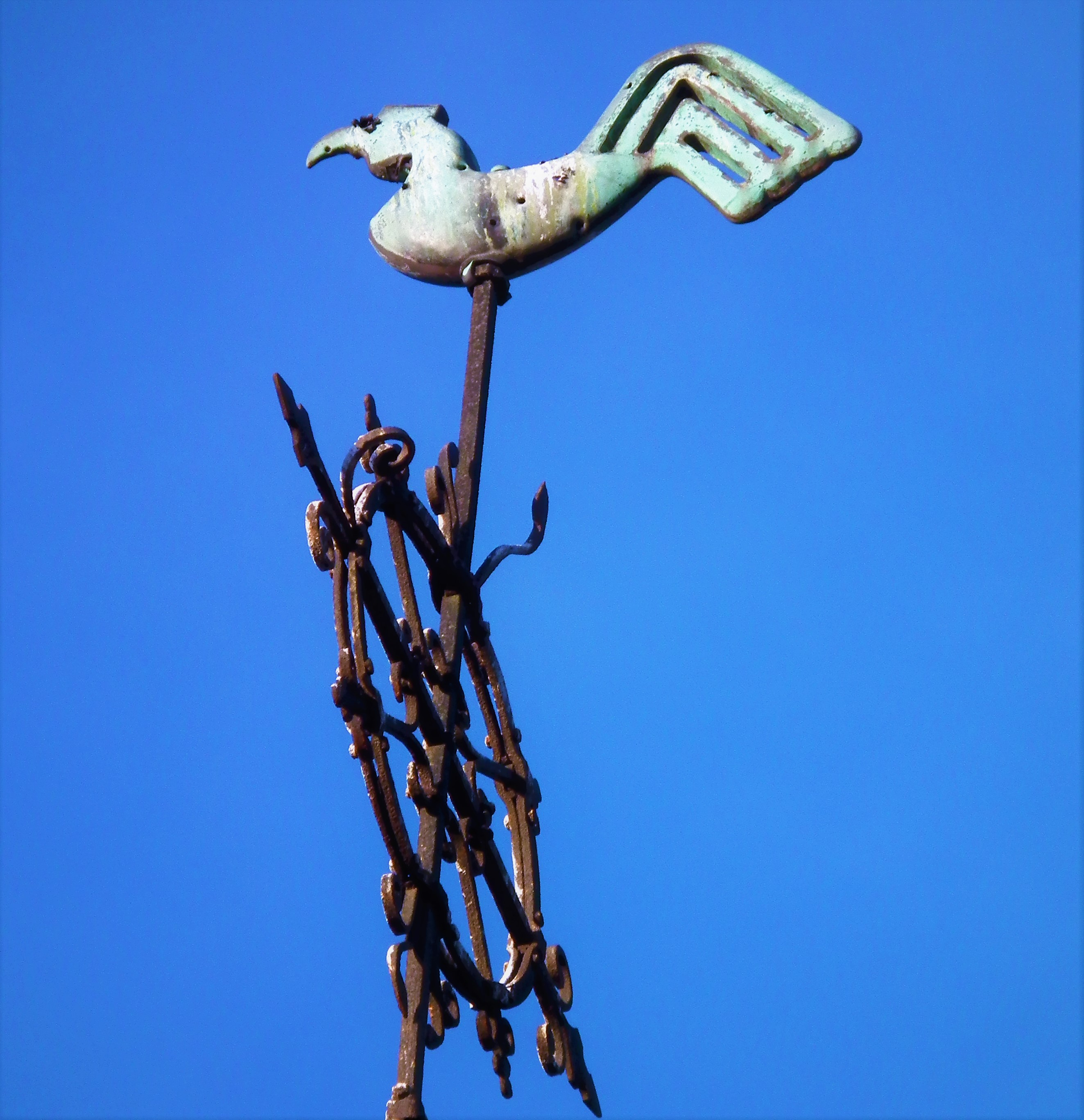
Kurek na wieży

Neogotycką świątynię zbudowano w końcu XIX wieku dla lokalnej społeczności protestanckiej, a konsekrowana jako katolicka została w 1962.

## Architektura
Obiekt ceglany, prostokątny, postawiony na podmurówce z kamienia. Dwukondygnacyjna wieża, w narożach ujęta jednokondygnacyjnymi przyporami, jest dostawiona od strony zachodniej. Korpus nawowy akcentują sterczyny usytuowane w jego narożnikach. Elewacje boczne korpusu są trzyosiowe. Nawę pokrywa dach dwuspadowy pokryty łupkiem grafitowym. Wieża kryta dachem w kształcie ostrosłupa posiada tarcze zegarowe (nieczynne, bez wskazówek). Wieżę zwieńcza ozdobny kurek (wiatrowskaz). 

## Wyposażenie
Kościół zachował w dużej mierze wyposażenie oryginalne (m.in. ołtarz, ambona, ławki oraz empora, na której umieszczono XIX-wieczny obraz przedstawiający Złożenie do grobu - kompozycyjnie nawiązuje on do przedstawień autorstwa Rafaela Santi). Na wyposażeniu były też dzwony: jeden z 1856 oraz dwa ufundowane w 1884 (odlane w pracowni Carla Voßa w Szczecinie). 

## Otoczenie
Teren kościelny ogradza mur z kutymi, żelaznymi bramami.